# Курган (Одеський район)
Курга́н — село Вигодянської сільської громади в Одеському районі Одеської області в Україні. Населення становить 339 осіб.

## Політика

### Парламентські вибори, 2019
На позачергових парламентських виборах 2019 року у селі функціонувала окрема виборча дільниця № 510250, розташована у приміщенні клубу.
Результати
- зареєстровано 260 виборців, явка 46,54%, найбільше голосів віддано за «Слугу народу» — 50,41%, за «Опозиційну платформу — За життя» — 21,49%, за Партію Шарія — 4,96%.[2] В одномандатному окрузі найбільше голосів отримав Сергій Колебошин (Слуга народу) — 35,04%, за Василя Гуляєва (самовисування) — 24,79%, за Сергія Червачова (самовисування) — 17,09%[3].

## Населення
Згідно з переписом 1989 року населення села становило 312 осіб, з яких 144 чоловіки та 168 жінок.
За переписом населення 2001 року в селі мешкало 338 осіб.

### Мова
Розподіл населення за рідною мовою за даними перепису 2001 року:
| Мова       | Відсоток |
| ---------- | -------- |
| українська | 83,78 %  |
| російська  | 6,78 %   |
| молдовська | 6,49 %   |
| вірменська | 1,47 %   |

## Пам'ятки
- Кладовище румунських воїнів[d], які загинули під час II світової війни;
- Братська могила[d] 2-х радянських воїнів, загиблих при звільненні села 7 квітня 1944 року;